# خوارزمشاهیان
امپراتوری خوارزمشاهی (در منابع غربی) یا خوارزمشاهیان، یک امپراتوری تُرک‌نژاد با فرهنگ ترکی-ایرانی و سنی مذهب بودند که مملوکان تُرک‌ آن را بنا نهادند. این دولت از ۱۰۷۷ تا ۱۲۳۱ میلادی؛ به مدت ۱۵۴ سال بر ایران و آسیای میانه حاکم بود. خوارزمشاهیان ابتدا به عنوان دولتی دست‌نشانده از طرف امپراتوری سلجوقی بوده و پس از مدتی، به صورت پادشاهی مستقل حکومت کردند. بنیان‌گذار این دودمان، فردی بنام انوشتکین بود که در سال ۱۰۷۷ میلادی ملکشاه سلجوقی او را به عنوان شحنه و حاکم خوارزم منصوب کرد. فرزندان انوشتکین (تا پیش از ۱۱۵۷ میلادی) به نمایندگی از پادشاهان سلجوقی بر خوارزم حکمرانی می‌کردند. مورخان قرون وسطی مانند حافظ ابرو و رشیدالدین فضل‌الله همدانی بر این باور بودند که انوشتکین از قبیله بیگدلی از ترکان اوغوز است، در حالی که کافسوغلو مورخ ترک می‌گوید انوشتکین از قوم چگل بود و مورخ باشقیر، زکی ولیدی بر این باور است که وی از تبار قبچاق‌ها، قانقلی‌ها، یا اویغورها بوده است. وسعت قلمرو این امپراتوری در سال ۱۲۱۸ میلادی و پیش از حمله مغول به ایران، بیش از ۳٬۶۰۰٬۰۰۰ کیلومتر مربع بوده است.

## جغرافیای خوارزم
خوارزم با نام‌های در فارسی باستان به خوارزم هوآرزمیس ((H)uwārazmiš) گفته می‌شد و در اوستایی به آن خوآیریزم (Xᵛāirizəm) می‌گفتند. در منابع ذکر شده است که این سرزمین پس از حمله مغول به ایران، خیوه نامیده شد. محققان دربارهٔ واژهٔ خوارزم، تعاریف گوناگونی ارائه داده‌اند؛ برخی از آن‌ها معتقدند که «خوار» به‌معنای «پایین» و «رزم» به‌معنای «زمینِ پَست» است. عده‌ای دیگر از پژوهشگران، خوار را به‌معنای «خورشید» گرفته‌اند و خوارزم یعنی سرزمینی که خورشید از آن بالا می‌آید. خوارزم به‌علت مجاورت با رود جیحون و موقعیت تجاری و بازرگانی آن، سرزمینی حاصلخیز بود و به‌دلیل اینکه بر سر راه کاروان‌ها قرار داشت، اقوام و گروه‌های مختلفی را به‌سوی خود جذب کرد.
در مورد حدود جغرافیایی خوارزم، نظرات مختلفی ارائه شده است. خوارزم، فرارود و خراسان بزرگ، سه سرزمین جدا از هم بوده‌اند؛ ولی بعضی از منابع جغرافیایی اسلامی، این سه سرزمین را یکی دانسته‌اند.

## تاریخ خوارزم
به گفته ابوریحان بیرونی اولین خاندانی که بر خوارزم حاکمیت یافتند، فرزندان سیاوش بودند؛ اما اولین سلسله که به عنوان خوارزمشاه در این منطقه قدرت یافت، آل آفریغ بود که حکومت آنان از ۳۰۵ قمری / ۹۱۷ میلادی تا ۳۸۵ قمری / ۹۹۳ میلادی ادامه داشت. خاستگاه تاریخی و نسب خوارزمشاهیان افریغی در هاله‌ای از ابهام ناشی از روایت‌های اسطوره‌ای قرار گرفته است. منابع به جز آثار الباقیه از بیرونی اطلاعی در این باب نمی‌دهد. بنابر گفته بیرونی آل آفریغ از نسل کیخسرو هستند و سر سلسله خود را آفریغ معرفی می‌کنند. در سال ۳۸۵ قمری / ۹۹۳ میلادی امیر ابو العباس مأمون بن محمد با کشتن ابوعبدالله بن احمد حکومت آنان را منقرض کرد و حکومت مامونیان بر سر کار آمد. مأمون لقب خوارزمشاه را برای خود انتخاب کرد و بدین گونه دومین سلسله خوارزمشاهی یا آل فریغون تأسیس شدند. ابوعلی مأمون بر اثر اختلافاتی که با سپه سالارانش داشت به قتل رسید و پسرش ابوالحسن جایگزین او شد. قدرت‌گیری ابوالحسن مصادف با آغاز کار محمود غزنوی در سال ۳۸۸ قمری / ۹۹۸ میلادی و سقوط سامانیان همزمان شد ابوعلی ابتدا به جانبداری از اسماعیل منتصر شاه پرداخت اما با شکست و قتل او به سمت غزنویان متمایل شد و خواهر سلطان محمود غزنوی، به نام حره ختلی را به همسری خود درآورد. با مرگ ابوالحسن برادرش ابوالعباس بر تخت نشست. او بر تداوم سیاست همکاری با غزنویان ادامه داد اما در آن زمان قدرت سلطان محمود افزایش یافته‌بود و از یک قدرت کوچک محلی تبدیل به سلطنت بزرگی شده‌بود. این شرایط باعث تنش‌هایی در دربار خوارزمشاه شد؛ که در نهایت موجب قتل ابوالعباس و حمله سلطان محمود به خوارزم شد.
در سال ۴۰۸ قمری / ۱۰۱۷ میلادی سلطان محمود غزنوی سپاهی به خوارزم روانه کرد؛ پس از تصرف آن همراه غلامان بسیاری که به اسارت گرفته‌بود به غزنین بازگشت؛ سلطان اداره خوارزمشاه را به یکی از سپهسالاران خود، به نام ابو سعید آلتونتاش سپرد و وی لقب خوارزمشاه یافت. آلتونتاش و پسرانش تا سال ۴۳۲ قمری / ۱۰۴۰ میلادی سلسله کوتاه مدت خوارزمشاهی را تشکیل دادند. پس از شکست غزنویان از سلاجقه خوارزم ابتدا تابع خراسان شد. در زمان ملکشاه سلجوقی سرزمین خوارزم به «طشت‌دار» دربار سپرده شد تا هزینه طشت‌دار خانه را تأمین کند؛ بدین ترتیب سرزمین خوارزم به جد خاندان خوارزمشاهی انوشتکین غرچه رسید اما والی از سوی انوشتکین خوارزم را اداره می‌کرد؛ تا در دوره برکیارق سلجوقی حکومت خوارزم به قطب‌الدین محمد فرزند انوشتکین غرچه سپرده شد و بدین ترتیب بنیان حکومت خوارزمشاهی و قدرت‌یابی این خاندان آغاز شد.

## آغاز کار خوارزمشاهیان
نوشتکین غرچه نیای بزرگ خوارزمشاهیان، غلامی بود از اهالی غرجستان که سپهسالار کل سپاه خراسان او را در زمان سلجوقیان خرید.

این غلام رفته رفته در دوران فرمانروایی سلجوقیان به سبب استعداد سرشار و کفایتی که از خود نشان داد به زودی مدارج ترقی را طی کرد و به مقامات عالی رسید تا این که سرانجام به امارت خوارزم برگزیده شد. 

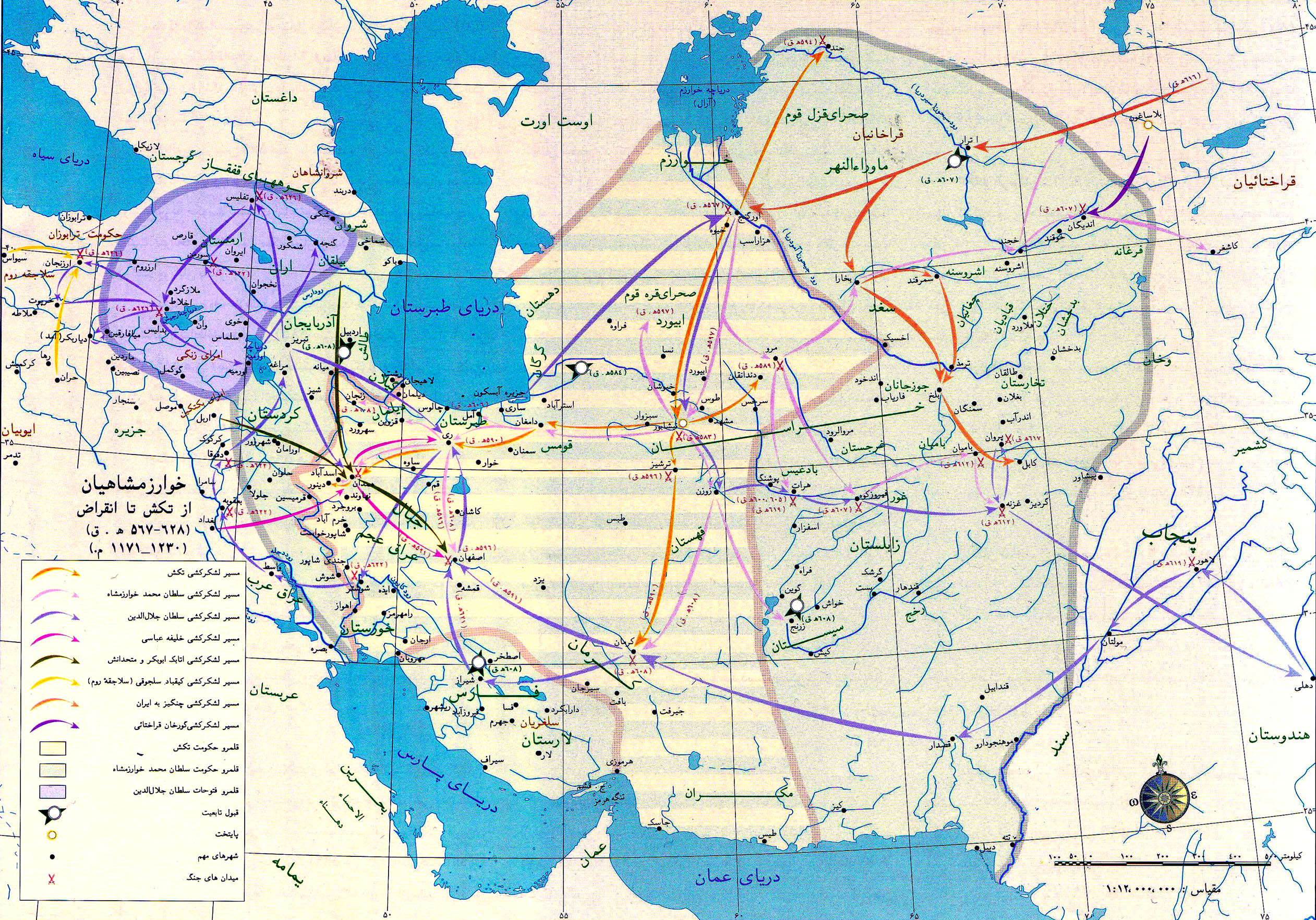
مسیر لشکرکشی‌های سرداران و پادشاهان خوارزمشاهی

نوشتکین صاحب ۹ پسر بود که بزرگ‌ترین آنها، قطب الدین محمد نام داشت.
پس از نوشتکین، فرزندش محمد از جانب برکیارق به ولایت خوارزم رسید «۴۷۷ خ. / ۴۹۱ ق. / ۱۰۹۸ م.» و سلطان سنجر نیز بعدها او را در آن سمت ابقاء کرد.
بدین ترتیب، دولت جدیدی بنیان‌گذاری شد که بیش از هر چیز برآورده و دست پرورده سلجوقیان بود. قطب‌الدین محمد به مدت سی سال تحت قیمومت و اطاعت سلجوقیان امارت کرد.
پسرش اتسز هم که بعد از او در ۵۰۷ خ. / ۵۲۲ ق. / ۱۱۲۸ م. به فرمان سنجر امارت خوارزم یافت، از نزدیکان درگاه سلطان سلجوقی بود. هر چند بعدها کدورتی بین وی و سلطان سنجر پدید آمد که به درگیری‌های متعددی هم منجر شد، اما تا زمان حیات سلطان سنجر، اتسز نتوانست به توسعه قلمرو خوارزمشاهیان کمک چندانی بکند.
چون اتسز پیش از سنجر وفات یافت، پسرش ایل ارسلان «۵۳۵ خ. / ۵۵۱ ق. / ۱۱۵۶ م.» امیر خوارزم شد. اما در زمان او که سلطان سنجر نیز وفات یافته بود، نزاع داخلی سلجوقیان، امکانی را فراهم آورد تا ایل ارسلان به قسمتی از خراسان «۵۴۲ خ. / ۵۵۸ ق. / ۱۱۶۳ م.» و ماوراءالنهر «۵۳۷ خ. / ۵۵۳ ق / ۱۱۵۸ م» که هر دو در آن ایام دچار فترت بودند، دست یابد و به این ترتیب نزدیک به پانزده سال به عنوان خوارزمشاه حکومت کند.
خوارزمشاهیان (۱۲۳۱ → ۱۰۷۱)

## میراث سلجوقی در اختیار خوارزمشاهیان

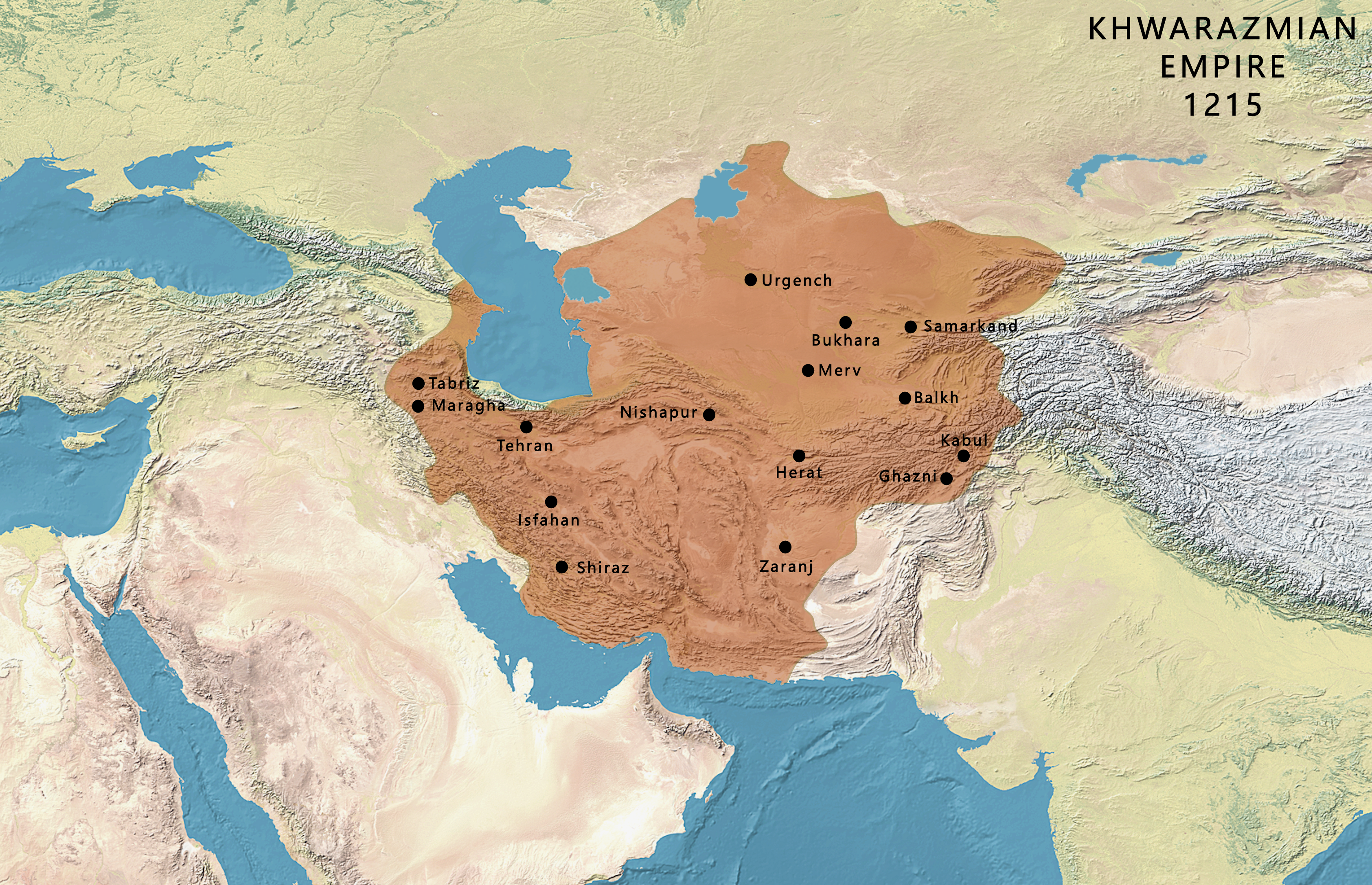
اوج گسترهٔ فرمانروایی خوارزمشاهیان، ۱۲۱۵ میلادی

بعد از ایل ارسلان، منازعاتی که بین پسرانش سلطانشاه و علاءالدین تکش برای دستیابی به فرمانروایی ولایات بروز کرد، بارها موجب رویارویی نیروهای این دو برادر شد، تا این که عاقبت با استیلای تکش این درگیریها به پایان رسید.
در زمان تکش تمامی خراسان، ری و عراق عجم، یعنی آخرین میراث سلجوقی به دست خوارزمشاهیان افتاد.
غلبه تکش بر تمام میراث سلجوقی، نارضایتی خلیفه بغداد را به دنبال خود داشت که اثر این ناخرسندی و عواقب آن، بعدها دامنگیر محمد بن تکش شد. با درگذشت علاءالدین تکش «رمضان ۵۹۶ ق / ژوئن ۱۲۰۰ م»، پسرش محمد خود را علاءالدین محمد خواند و به این ترتیب سلطان محمد خوارزمشاه شد.

## رویارویی علاء الدّین محمّد با خلیفه عباسی
بیست سال «۵۹۶–۶۱۶ ق / ۱۲۰۰–۱۲۱۹ م» فرمانروایی علاءالدین محمد خوارزمشاه به طول انجامید.
سلطان محمد که میراث دشمنی با خلیفه را از پدر داشت، از همان آغاز امارت، خود را از تأیید و حمایت فقیهان و ائمه ولایت محروم دید به همین دلیل ناچار شد تا بر امیران قبچاق‌ها خویش، یعنی ترکان قنقلی که خویشان مادرش ترکان خاتون بودند، تکیه کند و با میدان دادن به این دسته از سپاهیانِ عاری از انضباط که در نزد اهل خوارزم بیگانه هم تلقی می‌شدند، به تدریج حکومت خوارزمشاه را در همه جا مورد نفرت عام ساخت.

## رویارویی با مغولان و نابودی امپراتوری

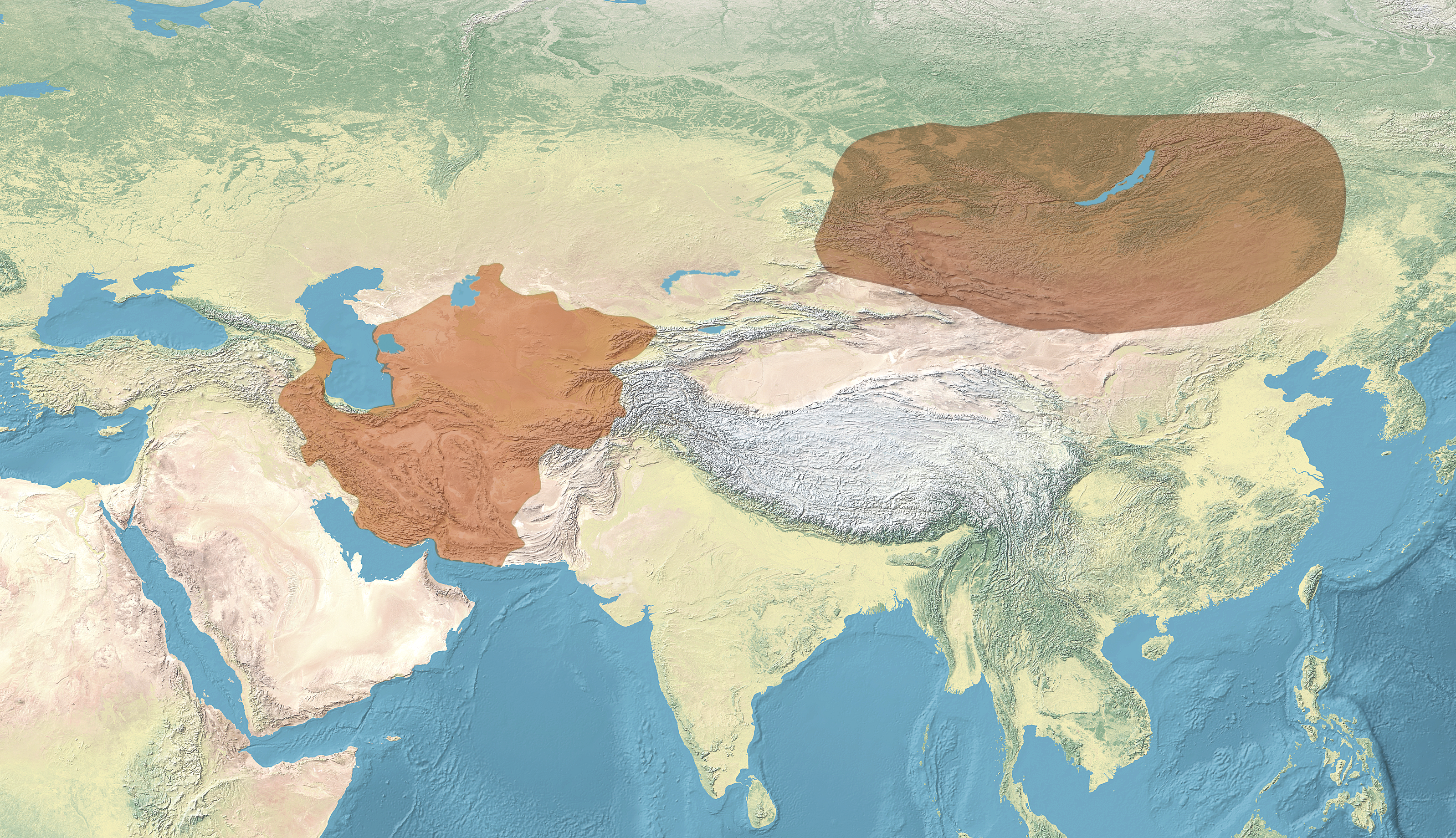
امپراتوری خوارزمشاهیان و اتحاد قبیله‌ای مغول در آسیا سال ۱۲۱۵ میلادی، ۵ سال قبل‌تر از حمله مغول به ایران

سلطنت خوارزمشاهیان درحال گسترش قلمرو خود در نواحی شرقی مرزهای فرارودان (ماوراءالنهر) بود و با خلیفهٔ بغداد — الناصر الدین بالله — در جنگ بود.
مغولان اتحادیه‌ای از طوایف بَدَوی یا بدوی‌گونه خود ایجاد کرده و در حال حرکت به سمت غرب بودند تا اینکه به مرزهای قلمرو ی خوارزمشاهیان رسیدند
چنگیزخان پس از چیره شدن بر چین و بخشی از آسیای مرکزی با خوارزمشاهیان همسایه شد. خواسته چنگیز خان باز کردن راه بازرگانی میان قلمرو خوارزمشاهیان و چین بود، پس به همین سبب سلطان محمد خوارزمشاه با سه نفر از سفیران مغول معاهده ای بست و جادهٔ ابریشم را در اختیار مغولان قرار داد. چندماه بعد حکومت خوارزمشاه به وجود جاسوسان مغول در بازرگانان مغولی مشکوک شد و به همین سبب بازرگانان مغولی (احتمالا ۴۵۰ نفر) به دستور فرماندار شهر اترار کشته شدند. چنگیز خان سفیری را فرستاد و علت این کار را جویا شد اما سفیران مغول نیز توسط خوارزمشاهیان به قتل رسیدند و این آغاز جنگ خوارزم و مغولستان بود. شروع نخستین لشکرکشی در سپتامبر سال ۱۲۱۹ میلادی (پائیز ۵۹۸ خ. / ۶۱۶ ق) و به فرماندهی چنگیز خان بود. سلطان محمد خوارزمشاه در همان سال با سپاهی به مبارزه با مغول برآمد، ولی از جوجی پسر چنگیز شکست خورد و از آن پس تصمیم گرفت که از مواجهه با لشکر مغول خودداری کند. چنگیز برای دستگیری سلطان محمد دو نفر از بزرگان لشکر خود را به تعقیب او فرستاد. سال بعد سلطان محمد در بستر مرگ، جلال‌الدین خوارزمشاه را به جانشینی خویش برگزید و جلال‌الدین بیش از ۱۰ سال پس از مرگ پدر در برابر سپاهیان مغول ایستادگی کرد. جلاالدین از مادری ترکمن زاده شده بود و سپاهیانش را به‌جای قبچاق‌های نافرمان از هم قومان خود یعنی ترکمن‌ها که در نبرد شهره بودند، انتخاب می‌کرد. دومین لشکرکشی در سال ۶۲۶ ه‍.ق به امر اوگتای قاآن و به فرماندهی جرماغون نویان بود. این لشکرکشی به قصد پایان دادن به مقاومت جلال‌الدین خوارزمشاه و تسخیر مناطقی که تحت سلطه خوارزمشاهیان باقی مانده بود، انجام شد. در پایان این دو حمله مغولان به سلطنت خوارزمشاهیان بر ایران پایان دادند و بسیاری از شهرهای ایران مانند سمرقند، مرو، بامیان، هرات، طوس، نیشابور و پایتخت این سلسله گرگانج به کلی ویران شد و مردم آن قتل‌عام شدند. همچنین در مرکز و غرب ایران نیز شهرهای ری، قم، قزوین، همدان، مراغه و اردبیل نیز تحت هدف حمله قرار گرفتند.

## فرمانروایان خوارزم

### فرمانداران مأمونی خوارزم
| نام عنوانی                                                                               | نام شخصی                 | دوران (میلادی) |
| ---------------------------------------------------------------------------------------- | ------------------------ | -------------- |
| امیر                                                                                     | ابوعلی مأمون بن محمد     | ۹۹۵–۹۹۷        |
| امیر                                                                                     | ابوالحسن علی بن مأمون    | ۹۹۷–۱۰۱۷       |
| امیر                                                                                     | ابوالعباس مأمون بن مأمون | ۱۰۸۹–۱۰۱۷      |
| امیر                                                                                     | ابوالحارث محمد بن علی    | ۱۰۸۹           |
| محمود بن سبک‌تگین آن را به قلمروی سلطنت غزنوی افزود؛ او آلتون‌تاش را فرماندار خوارزم نمود. |                          |                |

- ردیف آبی نشان از تبعیت از امارت سامانی می‌دهد.
- ردیف‌های سبز نشان از تبعیت از سلطنت غزنوی می‌دهد.

### فرمانداران آلتون‌تاشی خوارزم
| نام عنوانی                                                                                    | نام شخصی                   | دوران (میلادی) |
| --------------------------------------------------------------------------------------------- | -------------------------- | -------------- |
| امیر                                                                                          | ابوسعید آلتون‌تاش           | ۱۰۱۷–۱۰۳۲      |
| امیر                                                                                          | هارون بن آلتون‌تاش          | ۱۰۳۲–۱۰۳۴      |
| امیر                                                                                          | اسماعیل خاندان بن آلتون‌تاش | ۱۰۳۴–۱۰۴۱      |
| مسعود غزنوی آن را دوباره به سلطنت غزنوی ملحق کرد که فرمانده‌اش شاه ملک، یک ترک اغوز را فرستاد. |                            |                |

- ردیف سبز نشان از تبعیت از سلطنت غزنوی می‌دهد.

### فرماندار غیردودمانی
| نام عنوانی                                              | نام شخصی           | دوران     | دوران   |
| نام عنوانی                                              | نام شخصی           | میلادی    | قمری    |
| ------------------------------------------------------- | ------------------ | --------- | ------- |
| امیر ابوالفوارس                                         | دوست امیر ابو سعید | ۱۰۴۱–۱۰۴۲ | ۴۳۳–۴۳۴ |
| طغرل‌بیک و چغری‌بیک از سلطنت سلجوقی، خوارزم را فتح کردند. |                    |           |         |

- ردیف سبز نشان از تبعیت از سلطنت غزنوی می‌دهد.

### انوشتکین فرماندار
| عنوان | نام شخصی      | دوران     | دوران   |
| عنوان | نام شخصی      | میلادی    | قمری    |
| ----- | ------------- | --------- | ------- |
| شحنه  | انوشتکین غرچه | ۱۰۷۷–۱۰۹۷ | ۴۷۰–۴۹۱ |

- - ردیف بنفش نشان از تبعیت از سلطنت سلجوقی می‌دهد.

### فرماندار غیردودمانی
| عنوان | نام شخصی       | دوران  | دوران |
| عنوان | نام شخصی       | میلادی | قمری  |
| ----- | -------------- | ------ | ----- |
| شهنا  | اکینچی بن قچار | ۱۰۹۷   | ۴۹۱   |

- - ردیف بنفش نشان از تبعیت از سلطنت سلجوقی می‌دهد.

### پادشاهان انوشتکینی
| نام عنوانی | نام شخصی          | دوران     | دوران   |
| نام عنوانی | نام شخصی          | میلادی    | قمری    |
| --- | ----------------- | --------- | ------- |
| شاه قطب‌الدنیا والدین ابوالفتح | قطب‌الدین محمد     | ۱۰۹۷–۱۱۲۷ | ۴۹۱–۵۲۱ |
| شاه علاءالدنیا والدین ابوالمظفر | علاءالدین اتسز    | ۱۱۲۷–۱۱۵۶ | ۵۲۱–۵۵۱ |
| شاه تاج‌الدنیا والدین ابوالفتح | ایل‌ارسلان         | ۱۱۵۶–۱۱۷۲ | ۵۵۱–۵۶۸ |
| شاه علاءالدنیا والدین ابوالمظفر | علاءالدین تکش     | ۱۱۷۲–۱۲۰۰ | ۵۶۸–۵۹۶ |
| شاه جلاالدنیا والدین ابوالقاسم | محمود سلطان‌شاه    | ۱۱۷۲–۱۱۹۳ | ۵۶۹–۵۸۹ |
| شاه علاءالدنیا والدین ابوالفتح | علاءالدین محمد    | ۱۲۰۰–۱۲۲۰ | ۵۹۶–۶۱۷ |
| چنگیز خان حملهٔ چنگیز خان به خوارزم، علاءالدین محمد را وادار کرد که به همراه پسرش به جزیره‌ای در دریای کاسپین فرار کند. جایی که او در آنجا به‌علت پلورزی مُرد. |                   |           |         |
| جلال‌الدنیا والدین ابوالمظفر | جلال‌الدین منکبرنی | ۱۲۲۰–۱۲۳۱ | ۶۱۷–۶۲۸ |
| تأسیس حکومت ایلخانان مغولی |                   |           |         |

- ردیف بنفش نشان از تبعیت از سلطنت  سلجوقی می‌دهد.
  - ردیف صورتی نشان از تغییر تبعیت بین قراختای و سلطنت سلجوقی می‌دهد.
    - ردیف‌های نارنجی نشان از تبعیت از قراختای می‌دهد.

## یاداشت‌ها
1. ↑  حاکم آفریغ